# Margot Robbie díjai és jelölései
Margot Robbie ausztrál színésznőt 2009 óta 39 díjra jelölték, melyből kilencet nyert el. 2017-ben Tonya Harding világbajnoki ezüstérmes műkorcsolyázó alakjának megformázásáért az Én, Tonya című filmben jelölték a legjobb női főszereplőnek járó díjra a 90. Oscar-gálán. 2018-ban I. Erzsébet angol királynőt alakította a Két királynő című filmben, amiért a legjobb női mellékszereplőnek járó díjra jelölték a 72. BAFTA-gálán.
A Botrány és a Volt egyszer egy Hollywood című filmekben nyújtott alakításáért legjobb női mellékszereplő kategóriában újabb jelöléseket kapott mindhárom díjra, azonban egyiket sem nyerte meg.

## Főbb filmes díjak

### Oscar-díj
| Év   | Kategória                  | Film      | Eredmény | Forrás(ok) |
| ---- | -------------------------- | --------- | -------- | ---------- |
| 2018 | Legjobb női főszereplő     | Én, Tonya | Jelölve  | [ 1 ]      |
| 2020 | Legjobb női mellékszereplő | Botrány   | Jelölve  | [ 2 ]      |

### BAFTA-díj
| Év   | Kategória                  | Film                       | Eredmény | Forrás(ok) |
| ---- | -------------------------- | -------------------------- | -------- | ---------- |
| 2015 | Rising Star Award          | —                          | Jelölve  | [ 3 ]      |
| 2018 | Legjobb női főszereplő     | Én, Tonya                  | Jelölve  | [ 4 ]      |
| 2019 | Legjobb női mellékszereplő | Két királynő               | Jelölve  | [ 5 ]      |
| 2020 | Legjobb női mellékszereplő | Botrány                    | Jelölve  | [ 6 ]      |
| 2020 | Legjobb női mellékszereplő | Volt egyszer egy Hollywood | Jelölve  | [ 6 ]      |

### Golden Globe-díj
| Év   | Kategória                                          | Film      | Eredmény | Forrás(ok) |
| ---- | -------------------------------------------------- | --------- | -------- | ---------- |
| 2018 | Legjobb női főszereplő – filmmusical vagy vígjáték | Én, Tonya | Jelölve  | [ 7 ]      |
| 2020 | Legjobb női mellékszereplő                         | Botrány   | Jelölve  | [ 8 ]      |

### Screen Actors Guild-díj
| Év   | Kategória                        | Film                       | Eredmény | Forrás(ok) |
| ---- | -------------------------------- | -------------------------- | -------- | ---------- |
| 2018 | Legjobb női főszereplő           | Én, Tonya                  | Jelölve  | [ 9 ]      |
| 2019 | Legjobb női mellékszereplő       | Két királynő               | Jelölve  | [ 10 ]     |
| 2020 | Legjobb női mellékszereplő       | Botrány                    | Jelölve  | [ 11 ]     |
| 2020 | Legjobb szereplőgárda (mozifilm) | Botrány                    | Jelölve  | [ 11 ]     |
| 2020 | Legjobb szereplőgárda (mozifilm) | Volt egyszer egy Hollywood | Jelölve  | [ 11 ]     |

## Egyéb filmes díjak

### Ausztrál Film- és Televíziós Akadémia díj
| Év   | Kategória                  | Film         | Eredmény | Forrás(ok) |
| ---- | -------------------------- | ------------ | -------- | ---------- |
| 2018 | Legjobb nagyjátékfilm      | Én, Tonya    | Elnyerte | [ 12 ]     |
| 2019 | Legjobb női mellékszereplő | Két királynő | Jelölve  | [ 13 ]     |

### Női Filmújságírók díja
| Év   | Kategória                               | Film                             | Eredmény | Forrás(ok) |
| ---- | --------------------------------------- | -------------------------------- | -------- | ---------- |
| 2017 | Hall of Shame (David Ayerrel megosztva) | Suicide Squad – Öngyilkos osztag | Jelölve  | [ 14 ]     |
| 2017 | Actress Most in Need of a New Agent     | Suicide Squad – Öngyilkos osztag | Jelölve  | [ 14 ]     |

### Bostoni Filmkritikusok díja
| Év   | Kategória               | Film                  | Eredmény | Forrás(ok) |
| ---- | ----------------------- | --------------------- | -------- | ---------- |
| 2013 | A legjobb szereplőgárda | A Wall Street farkasa | Jelölve  | [ 15 ]     |

### Chicago-i Filmkritikusok díja
| Év   | Kategória         | Film      | Eredmény | Forrás(ok) |
| ---- | ----------------- | --------- | -------- | ---------- |
| 2017 | Legjobb színésznő | Én, Tonya | Jelölve  | [ 16 ]     |

### Critics' Choice Movie Awards
| Év   | Kategória                                     | Film                             | Eredmény | Forrás(ok)    |
| ---- | --------------------------------------------- | -------------------------------- | -------- | ------------- |
| 2014 | Legjobb szereplőgárda                         | A Wall Street farkasa            | Jelölve  | [ 17 ]        |
| 2016 | Legjobb színésznő - akciófilm                 | Suicide Squad – Öngyilkos osztag | Elnyerte | [ 18 ]        |
| 2018 | Legjobb színésznő                             | Én, Tonya                        | Jelölve  | [ 19 ] [ 20 ] |
| 2018 | Legjobb színésznő – filmmusical vagy vígjáték | Én, Tonya                        | Elnyerte | [ 19 ] [ 20 ] |

### Detroiti Filmkritikusok díja
| Év   | Kategória             | Film                  | Eredmény | Forrás(ok) |
| ---- | --------------------- | --------------------- | -------- | ---------- |
| 2013 | Legjobb szereplőgárda | A Wall Street farkasa | Jelölve  | [ 21 ]     |
| 2017 | Legjobb színésznő     | Én, Tonya             | Jelölve  | [ 22 ]     |

### Dorian-díj
| Év   | Kategória                   | Film      | Eredmény | Forrás(ok) |
| ---- | --------------------------- | --------- | -------- | ---------- |
| 2018 | Az év alakítása – színésznő | Én, Tonya | Jelölve  | [ 23 ]     |

### Empire-díj
| Év   | Kategória                        | Film                  | Eredmény | Forrás(ok) |
| ---- | -------------------------------- | --------------------- | -------- | ---------- |
| 2014 | A legjobb feltörekvő női színész | A Wall Street farkasa | Elnyerte | [ 24 ]     |

### Floridai Filmkritikusok díja
| Év   | Kategória         | Film      | Eredmény | Forrás(ok)    |
| ---- | ----------------- | --------- | -------- | ------------- |
| 2017 | Legjobb színésznő | Én, Tonya | Elnyerte | [ 25 ] [ 26 ] |

### Gotham-díj
| Év   | Kategória         | Film      | Eredmény | Forrás(ok) |
| ---- | ----------------- | --------- | -------- | ---------- |
| 2017 | Legjobb színésznő | Én, Tonya | Jelölve  | [ 27 ]     |

### Hollywood Film Awards
| Év   | Kategória             | Film      | Eredmény | Forrás(ok) |
| ---- | --------------------- | --------- | -------- | ---------- |
| 2017 | Legjobb szereplőgárda | Én, Tonya | Elnyerte | [ 28 ]     |

### Independent Spirit-díj
| Év   | Kategória              | Film      | Eredmény | Forrás(ok) |
| ---- | ---------------------- | --------- | -------- | ---------- |
| 2018 | Legjobb női főszereplő | Én, Tonya | Jelölve  | [ 29 ]     |

### Logie-díj
| Év   | Kategória                       | Film       | Eredmény | Forrás(ok) |
| ---- | ------------------------------- | ---------- | -------- | ---------- |
| 2009 | A legnépszerűbb új női tehetség | Szomszédok | Jelölve  | [ 30 ]     |
| 2011 | Legnépszerűbb színésznő         | Szomszédok | Jelölve  | [ 31 ]     |

### MTV Movie Awards
| Év   | Kategória                    | Film                  | Eredmény | Forrás(ok) |
| ---- | ---------------------------- | --------------------- | -------- | ---------- |
| 2014 | A legjobb feltörekvő színész | A Wall Street farkasa | Jelölve  | [ 32 ]     |

### New York Film Critics Online
| Év   | Kategória         | Film      | Eredmény | Forrás(ok) |
| ---- | ----------------- | --------- | -------- | ---------- |
| 2017 | Legjobb színésznő | Én, Tonya | Elnyerte | [ 33 ]     |

### People's Choice Awards
| Év   | Kategória                         | Film                             | Eredmény | Forrás(ok) |
| ---- | --------------------------------- | -------------------------------- | -------- | ---------- |
| 2017 | Kedvenc színésznő díj - mozifilm  | Suicide Squad – Öngyilkos osztag | Jelölve  | [ 34 ]     |
| 2017 | Kedvenc színésznő díj - akciófilm | Suicide Squad – Öngyilkos osztag | Elnyerte | [ 34 ]     |

### San Diegó-i Filmkritikusok díja
| Év   | Kategória         | Film      | Eredmény | Forrás(ok) |
| ---- | ----------------- | --------- | -------- | ---------- |
| 2017 | Legjobb színésznő | Én, Tonya | Jelölve  | [ 35 ]     |

### San Franciscó-i Filmkritikusok Körének díja
| Év   | Kategória         | Film      | Eredmény | Forrás(ok) |
| ---- | ----------------- | --------- | -------- | ---------- |
| 2017 | Legjobb színésznő | Én, Tonya | Elnyerte | [ 36 ]     |

### Satellite Award
| Év   | Kategória                           | Film         | Eredmény | Forrás(ok) |
| ---- | ----------------------------------- | ------------ | -------- | ---------- |
| 2018 | Legjobb színésznő – dráma kategória | Én, Tonya    | Jelölve  | [ 37 ]     |
| 2019 | Legjobb női mellékszereplő          | Két királynő | Jelölve  | [ 38 ]     |

### Szaturnusz-díj
| Év   | Kategória                  | Film                             | Eredmény | Forrás(ok) |
| ---- | -------------------------- | -------------------------------- | -------- | ---------- |
| 2017 | Legjobb női mellékszereplő | Suicide Squad – Öngyilkos osztag | Jelölve  | [ 39 ]     |

### Teen Choice Awards
| Év   | Kategória                           | Film                             | Eredmény | Forrás(ok) |
| ---- | ----------------------------------- | -------------------------------- | -------- | ---------- |
| 2016 | Choice Movie Actress: AnTEENcipated | Suicide Squad – Öngyilkos osztag | Jelölve  | [ 40 ]     |

### Washington Területi Filmkritikusainak Szövetségének díja
| Év   | Kategória         | Film      | Eredmény | Forrás(ok) |
| ---- | ----------------- | --------- | -------- | ---------- |
| 2017 | Legjobb színésznő | Én, Tonya | Jelölve  | [ 41 ]     |